# Sehlem (Eifel)
Sehlem ist eine Ortsgemeinde in der Eifel im Landkreis Bernkastel-Wittlich in Rheinland-Pfalz. Sie gehört der Verbandsgemeinde Wittlich-Land an.

## Geschichte
Sehlem wurde im Jahre 1008 erstmals urkundlich erwähnt. Sehlem war Teil von Kurtrier. Ab 1794 stand Sehlem unter französischer Herrschaft, 1815 wurde der Ort auf dem Wiener Kongress dem Königreich Preußen zugeordnet. Seit 1946 ist er Teil des  neu gebildeten Landes Rheinland-Pfalz.

## Politik

### Gemeinderat
Der Gemeinderat in Sehlem besteht aus 16 Ratsmitgliedern, die bei der Kommunalwahl am 9. Juni 2024 in einer personalisierten Verhältniswahl gewählt wurden, und dem ehrenamtlichen Ortsbürgermeister als Vorsitzendem. Bis zur Wahl 2024 waren es zwölf Sitze.
Die Sitzverteilung im Gemeinderat:
| Wahl | WGL * | WGM ** | Gesamt   |
| ---- | ----- | ------ | -------- |
| 2024 | 9     | 7      | 16 Sitze |
| 2019 | 8     | 4      | 12 Sitze |

### Bürgermeister
Peter Steinmann wurde am 10. Juli 2024 Ortsbürgermeister von Sehlem. Bei der Direktwahl am 9. Juni 2024 war er als einziger Bewerber mit einem Stimmenanteil von 74,2 % gewählt worden.
Steinmanns Vorgänger Gregor Zehe hatte das Amt am 17. Oktober 2017 übernommen. Zuvor war Norbert Mehrfeld von 2004 bis 2017 Ortsbürgermeister von Sehlem.

### Wappenbeschreibung
| Wappen von Sehlem | Blasonierung: „Über grünem Schildfuß, darin zwei silberne Leisten, in Silber ein rotes Balkenkreuz, belegt mit grünem sechsspeichigem Rad.“ |
| Wappen von Sehlem | |

## Wirtschaft und Infrastruktur

### Verkehr
Sehlem liegt an der Autobahn 1 und verfügt über einen Bahnhof an der Eisenbahnstrecke Koblenz-Trier. Dieser wird von folgenden Linien des Schienenpersonennahverkehrs bedient:
| Linie | Bezeichnung     | Linienverlauf                                                             | Taktfrequenz   |
| ----- | --------------- | ------------------------------------------------------------------------- | -------------- |
| RB 81 | Moseltal-Bahn   | Koblenz – Cochem – Bullay – Wittlich – Sehlem – Trier                     | 60 min         |
| RB 82 | Elbling-Express | Wittlich – Sehlem – Trier – Konz Mitte – Perl                             | einzelne Züge  |
| RB 83 | De-Lux-Bahn     | Wittlich – Sehlem – Trier – Wasserbillig – Sandweiler-Contern – Luxemburg | 60 min Mo – Sa |

## Vereine
Der Musikverein Sehlem-Esch wurde im Jahre 1929 gegründet. Aufgrund des Zweiten Weltkrieges kam das Musikleben in Sehlem und Esch jedoch vollständig zum Erliegen, bis man 1952 einen Doppelverein „Concordia“ Sehlem-Esch, bestehend aus dem Musikverein und dem Männer-Gesangverein, gegründet hat. 1987 wurde eine Trennung des Vereins in zwei eigenständige Vereine, den Gesangverein und den Musikverein, vorgenommen.
Naturschutzgruppe Sehlem (NABU) e. V.: Die Gründung des Vereins erfolgte im Jahre 1978 als Vogelschutzgruppe Sehlem im damaligen Deutschen Bund für Vogelschutz. Die Gruppe setzt sich für die Erhaltung natürlicher Lebensräume ein und leistet praktischen Naturschutz. Schwerpunkte sind der Vogel- und Amphibienschutz sowie die Pflege vereinseigener Flächen (Feuchtgebiete, Hecken und Streuobstwiesen).

## Persönlichkeiten
- Klaus Fisch (* 1893 in Sehlem; † 1975 in Düren), Maler